# Symphodus
Symphodus – rodzaj ryb okoniokształtnych z rodziny wargaczowatych (Labridae).

## Klasyfikacja
Gatunki zaliczane do tego rodzaju:
- Symphodus bailloni
- Symphodus cinereus – wargacz szary[3]
- Symphodus doderleini
- Symphodus mediterraneus – wargacz śródziemnomorski[3]
- Symphodus melanocercus
- Symphodus melops – wargacz melops[3]
- Symphodus ocellatus – wargacz pawiooki[4]
- Symphodus roissali – skrzelówka[5][3]
- Symphodus rostratus – wargacz ostronosy[3]
- Symphodus tinca – wargacz linek[3]

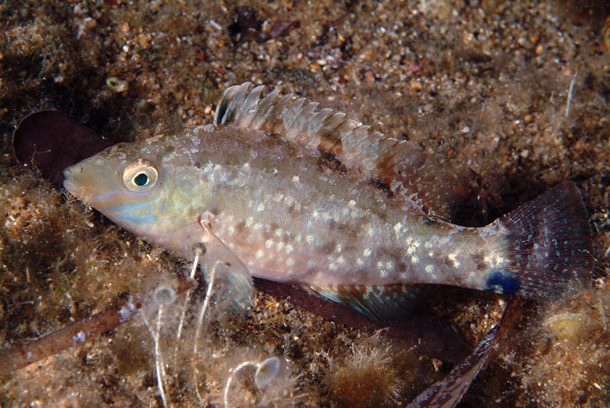
Symphodus cinereus
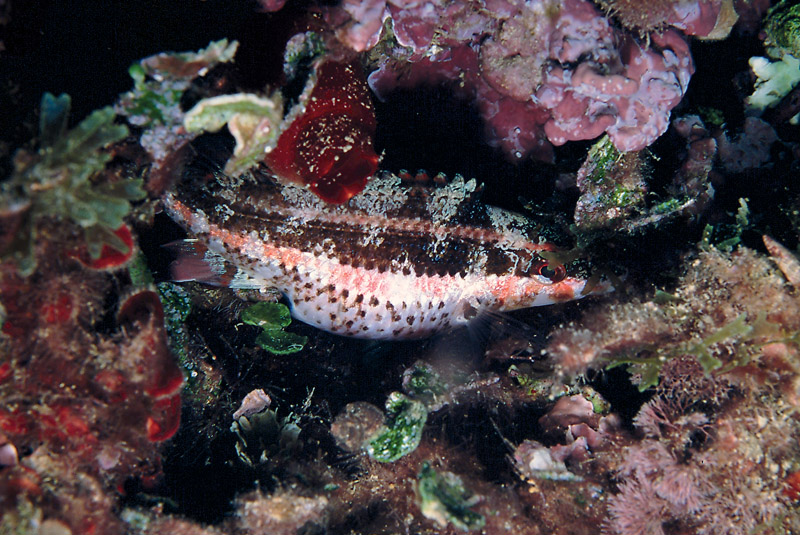
Symphodus doderleini
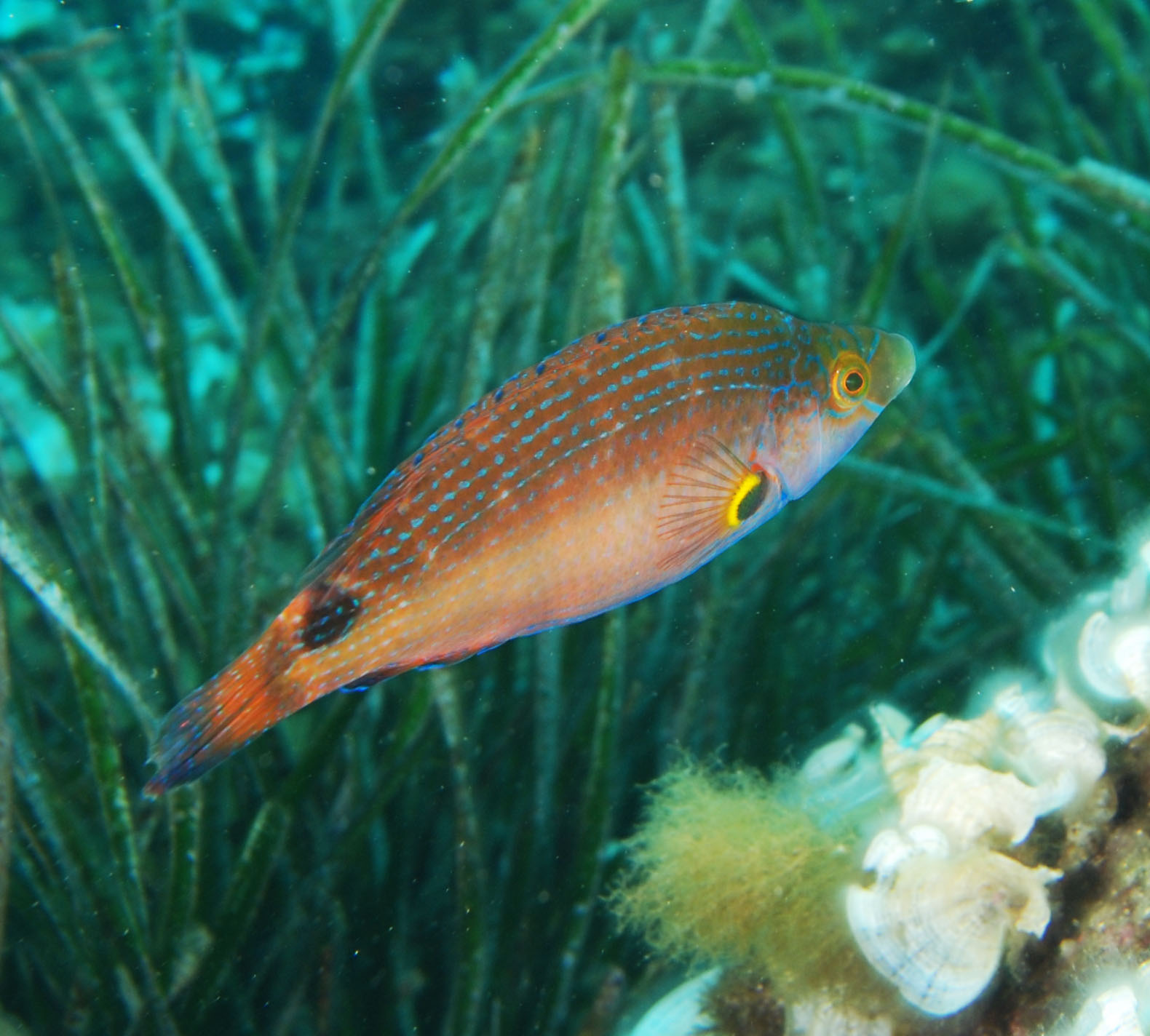
Symphodus mediterraneus
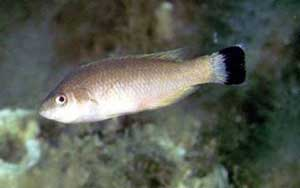
Symphodus melanocercus
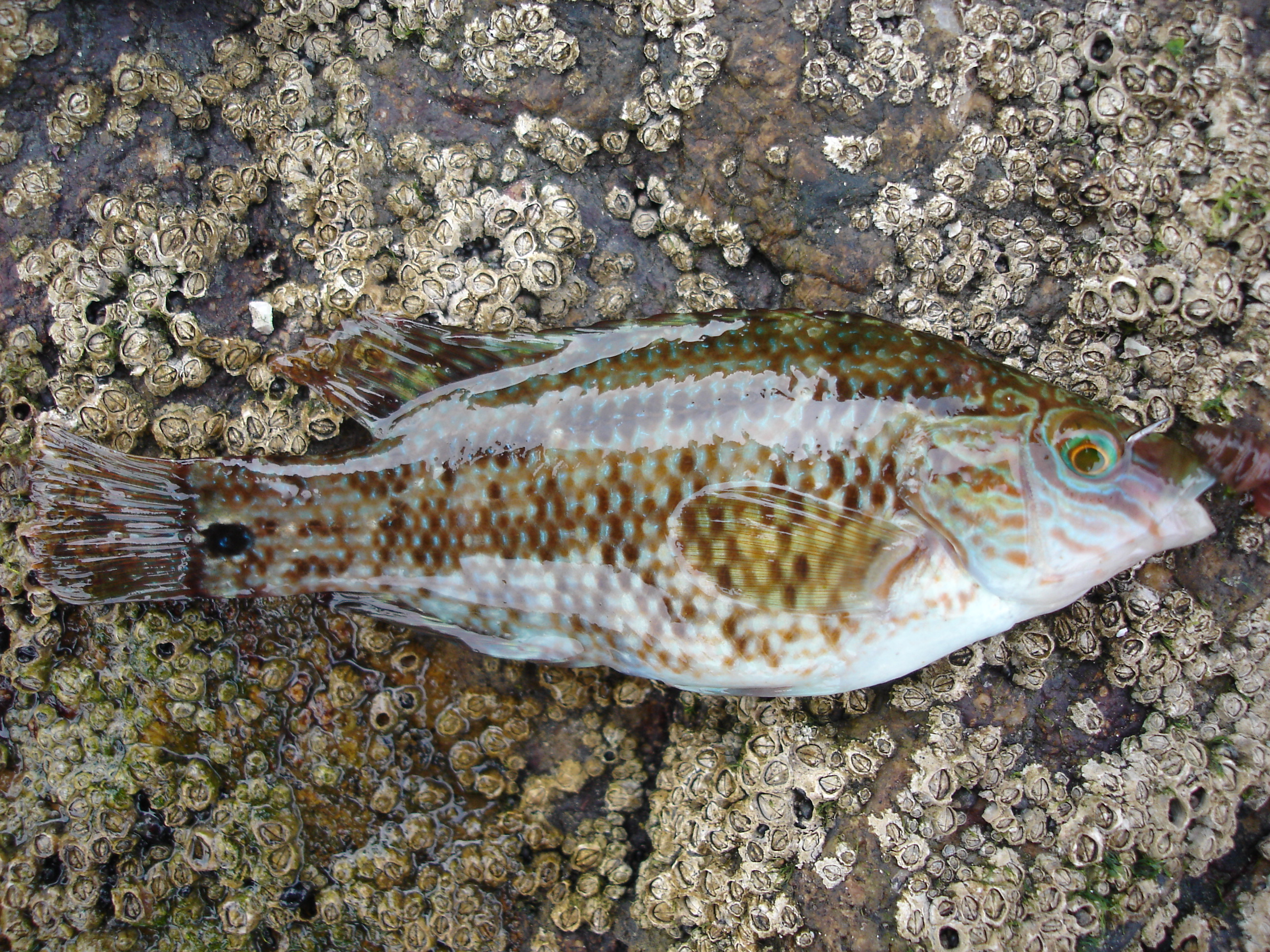
Symphodus melops
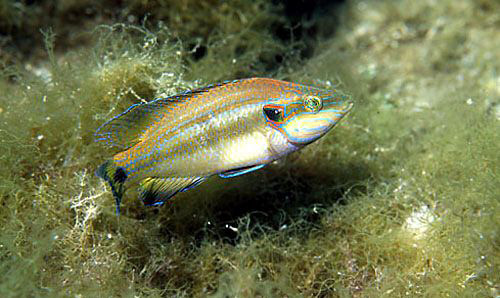
Symphodus ocellatus
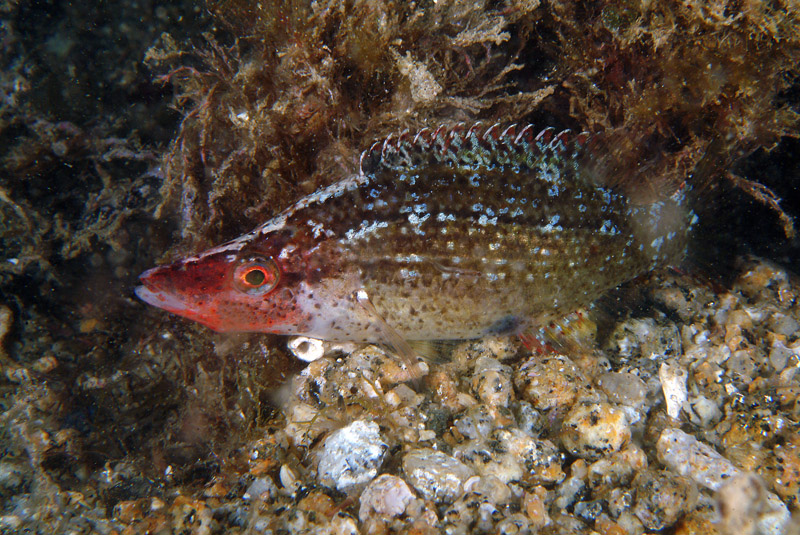
Symphodus rostratus
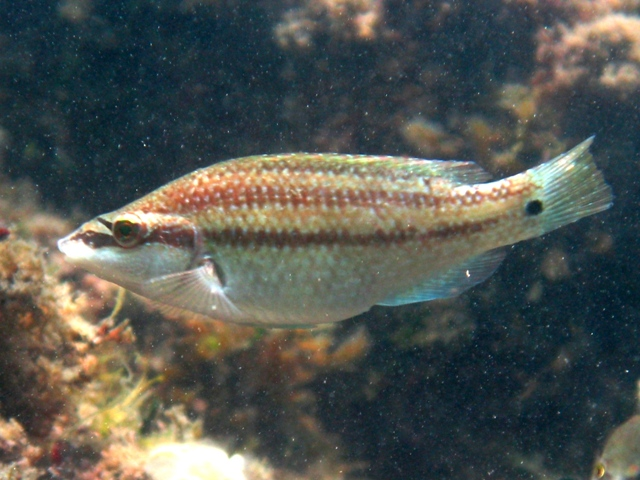
Symphodus tinca